# بوب نيفين
بوب نيفين هو لاعب هوكي الجليد كندي، ولد في 18 مارس 1938 في تيمينز في كندا.

## وصلات خارجية
- بوب نيفين على موقع دوري الهوكي الوطني (الإنجليزية)
- بوب نيفين على موقع EliteProspects.com (الإنجليزية)
- بوب نيفين على موقع HockeyDB.com (الإنجليزية)
- بوب نيفين على موقع Hockey-Reference.com (الإنجليزية)